# .22-250 Remington

O .22-250 Remington é um cartucho de fogo central de rifle, projetado em 1937 e foi introduzido oficialmente pela Remington Arms Company em 1965.

## Características
O .22-250 Remington é um cartucho de calibre .22 de alta velocidade (capaz de alcançar mais de 4000 pés por segundo), ação curta, usado principalmente para caça de animais de pequeno porte, embora encontre uso ocasional em animais de porte médio, isso não é recomendado. Algumas jurisdições dos Estados Unidos proíbem o uso de cartuchos menores que 6 mm (0,243 polegadas) para a caça de animais de médio porte. 
O .22-250 Remington também é conhecido como .22 Varminter ou .22 Wotkyns Original Swift. Junto com o .220 Swift, o .22-250 foi um dos cartuchos de calibre .22 de alta velocidade que desenvolveu uma reputação de efeitos de ferimento remoto conhecidos como choque hidrostático no final da década de 1930 e início da década de 1940.